# Periprava, Tulcea
Periprava este un sat în comuna C.A. Rosetti din județul Tulcea, Dobrogea, România. În Evul Mediu, în raza Peripravei se găseau portul și cetatea genoveză Licostomo (din greceasca : Λυϰοστόμα-Licostoma, Gura Lupilor). În perioada comunistă, tot în raza Peripravei se găsea un lagăr de muncă silnică cu regim sever, ale cărui ruine se mai văd încă. Se află pe Brațul Chilia în fața Vâlcovului și dispune de un debarcader. Este populat în majoritate de Lipoveni.

## Galerie

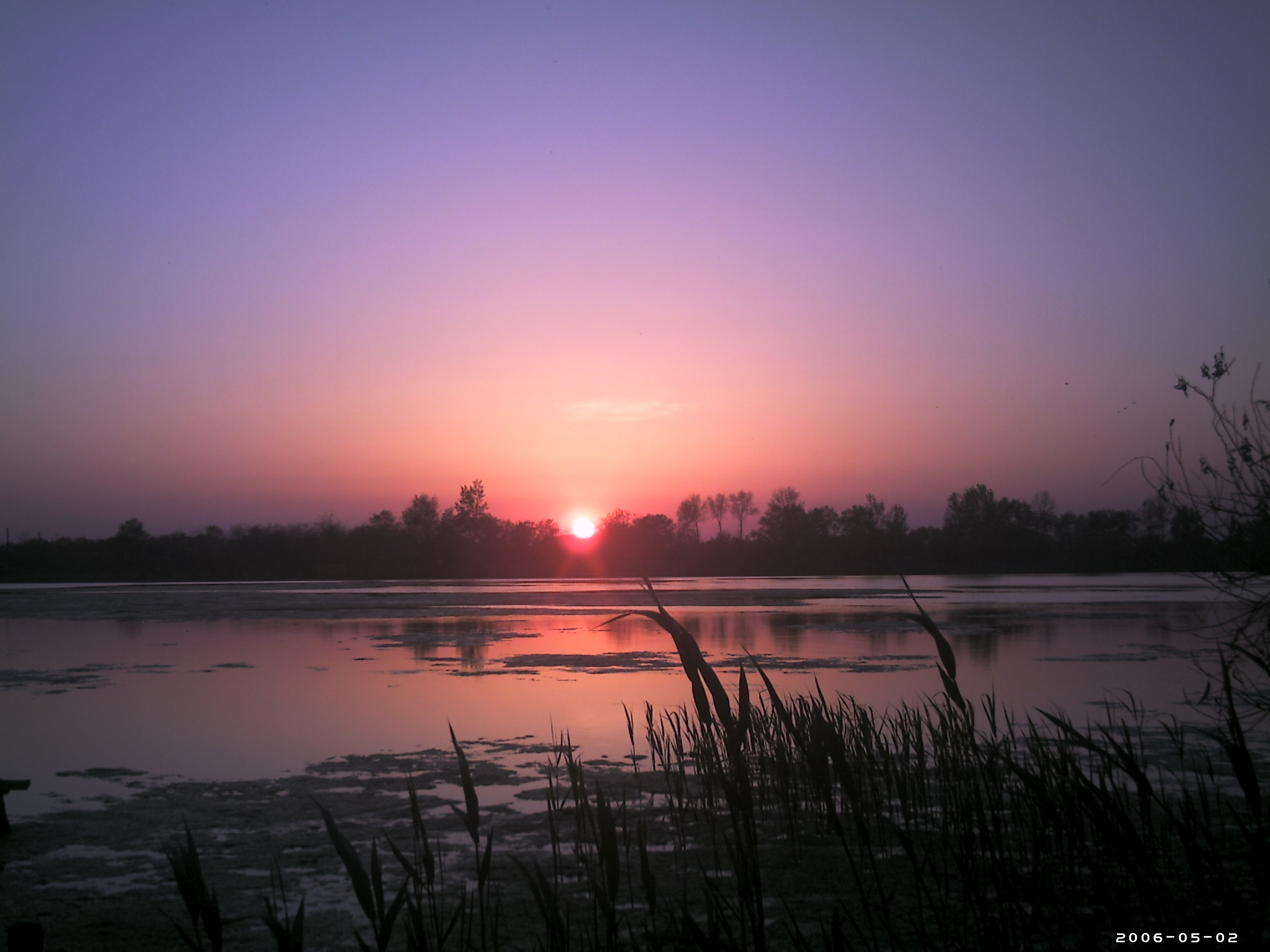
Apus de soare pe lacul Nebunu din localitate
Lacul Nebunu primăvara
Lacul Nebunu seara